# Sankt Pauls Gade
Sankt Pauls Gade er en gade i kvarteret Nyboder i Indre By i København, der ligger mellem Store Kongensgade og Rigensgade. Undervejs krydser den Sankt Pauls Plads med Sankt Pauls Kirke, som både gaden og pladsen er opkaldt efter.

## Historie og bebyggelse
Gaden blev anlagt som en del af den oprindelige del af Nyboder, der opførtes af kong Christian 4. i 1630'erne og 1640'erne. Det nuværende gadenavn er dog fra 1891 og skyldtes et ønske om at skabe forenkling ved at give gader i forlængelse af hinanden samme navn. Før da hed gaden Salviegade mellem Rigensgade og Kronprinsessegade, Enhjørningegade mellem Kronprinsessegade og Borgergade og Lorentzensgade mellem Borgergade og Store Kongensgade. Navnet Lorentzensgade havde erstattet Pindsvinegade i 1854 og afspejlede, at grosserer H. P. Lorentzen lige havde opført flere huse der. De gamle navne stammede i øvrigt fra de oprindelige principper om at bruge plante- og dyrenavne i kvarteret.
Bebyggelsen skifter flere gange undervejs. På den østlige del mellem Store Kongensgade og Borgergade ligger der etageejendomme fra 1850'erne. På stykket videre til Sankt Pauls Plads ligger på den nordlige side den eneste bevarede længe af Nyboder-huse fra Christian 4.s tid. Museet Nyboders Mindestuer har til huse her. På den modsatte side ligger en række af de såkaldte Grå stokke, som arkitekten Olaf Schmidth opførte en række af i kvarteret i 1886-1893. De var inspireret af de mange arbejderboliger, der blev opført på den tid, men tilpasset Nyboders eksisterende arkitektur, som der her kan sammenlignes direkte med. Ved pladsen passeres lige forbi hovedindgangen til Sankt Pauls Kirke, der blev opført i 1872-1877.
På det næste stykke ligger der etageejendomme ved hjørnerne af både Sankt Pauls Plads og Kronprinsessegade men med huller indimellem på begge sider. På sydsiden giver det plads til en passage til gaden Gammelvagt, mens et gavlmaleri har fundet plads på den nordlige side. På den anden side af Kronprinsessegade ligger en del af Byggeforeningshusene ved Nyboder, der blev opført af Arbejdernes Byggeforening i 1870-1872 efter tegninger af Frederik Bøttger. På det sidste stykke ved Rigensgade ligger der igen etageejendomme.